# أدب النهضة الهولندية والعصر الذهبي
أدب النهضة الهولندية والعصر الذهبي (بالإنجليزية: Dutch Renaissance and Golden Age literature)‏ هو الأدب المكتوب باللغة الهولندية في البلدان المنخفضة من عام 1550م إلى عام 1700م تقريبًا. شهدت هذه الفترة تغييرات سياسية ودينية كبيرة مع انتشار الإصلاح في جميع أنحاء أوروبا الشمالية والغربية ونضال هولندا من أجل الاستقلال في حرب الثمانين عامًا.

## عُلماء البلاغة
في منتصف القرن السادس عشر، حاولت مجموعة من علماء البلاغة في برابانت وفلاندرز بث حياة جديدة في الأشكال النمطية للعصر السابق من خلال إدخال فروع الشعر اللاتيني واليوناني المكتشفة حديثًا بتركيب أصلي. كان يوهان بابتيستا هاورت (ولد عام 1533 – توفي عام 1599) قائد هؤلاء الرجال، وهو شخصية ذات تأثير سياسي محترم في جيله. حاز هاورت على لقب مستشار وسيد في خدمة الخزينة العامة لدوقية باربانت. اعتبر نفسه تلميذًا مخلصًا لماتيس دي كاستيلين، لكن سمته الكبرى كانت حبه اللامتناه للهوى الكلاسيكي والأسطوري. أُلفت قصائده التعليمية بأسلوب روكوكو؛ ومن كل كتاباته، كانت («قصر الخادمات»)، وهي قصيدة تعليمية في ستة عشر مجلدًا مكرسة لمناقشة تنوع الحب الدنيوي، الأكثر شهرةً. لقبه أترابه بـ «هوميروس باربانت»؛ فضل النقد اللاحق رؤيته وصلةً مهمة في سلسلة اللغة التعليمية الهولندية التي انتهت عند كاتس.

## المزامير الموزونة
وجد الحراك والإحياء للحياة الفكرية الذي جاء به الإصلاح أول تعابيره في تأليف سفر المزامير. ظهرت أول مجموعة مطبوعة في أنتويرب في عام 1540م، تحت عنوان «أغاني الزبور» وكانت مخصصة لأحد النبلاء الهولنديين، ويليم فان زويلن فان نيوفيلت، وكانت تُعرف باسمه عادةً. بكل حال، أُلفت هذه المجموعة في البلدان المنخفضة قبل أن يبدأ الإصلاح بالفعل. طبع جان يوتينهوف نسخة من المزامير في لندن عام 1566 من أجل المجمع البروتستانتي؛ ترجم لوكاس دي هير وبيترس داثين تراتيلًا لكليمان مارو. لم يكن داثين عالمًا بالبلاغة، بل شخصًا من أصل متواضع كتب باللغة الإنجليزية البسيطة، وانتشرت تراتيله في كل مكان بين الناس.

## الثورة

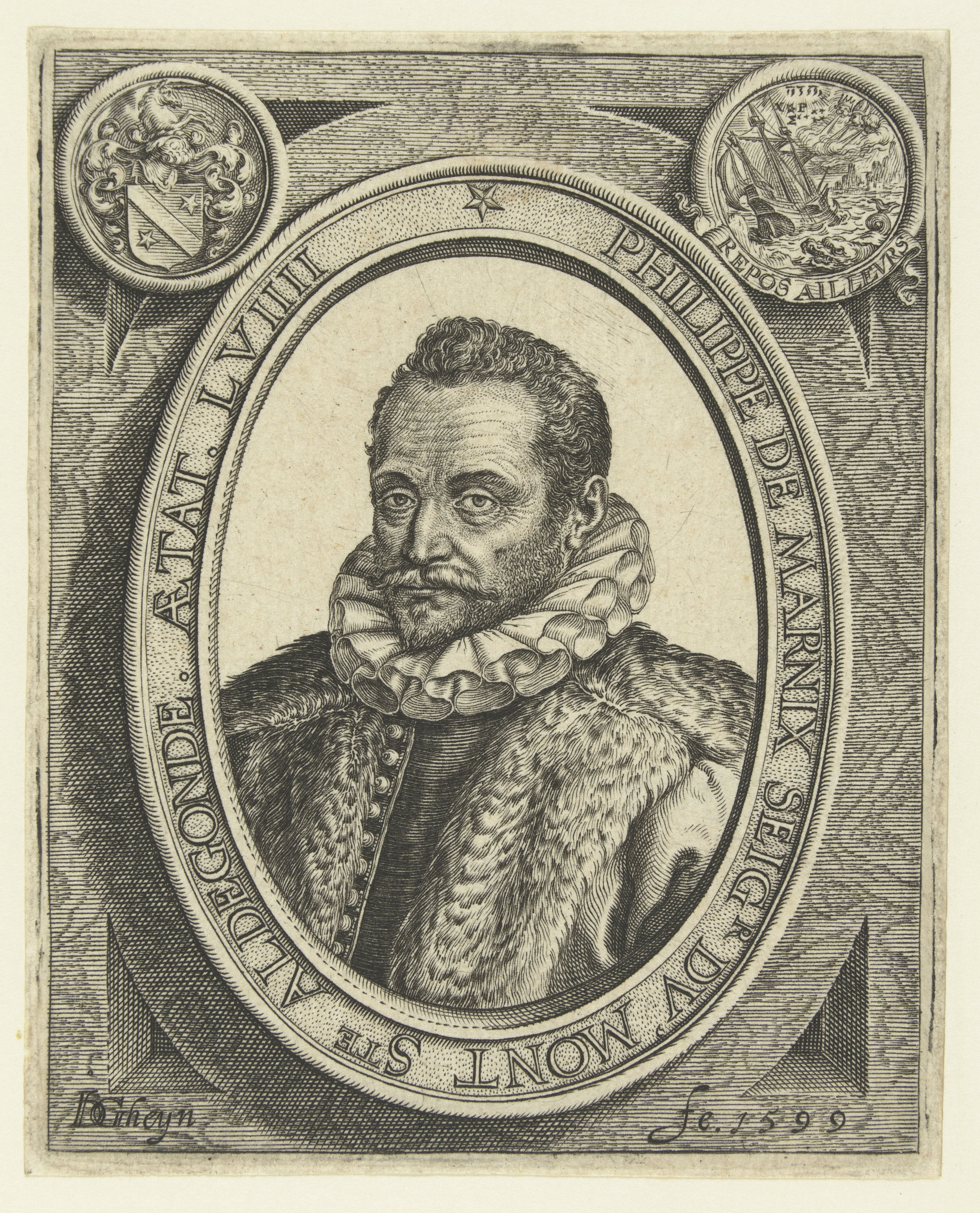
صورة لفيليب من مارنيكس، سيد سينت الديجوند

### تراتيل المعركة
كانت أغاني جيوزين أغانيَ معارك عن الحرية والنصر مختلفة جدًا بالنبرة تغنى بها الإصلاحيون المنتصرون بعد جيل. كان كتاب الأغاني الشهير «كتاب أغاني جيوزين»، مليئًا بالمشاعر الحماسية والبطولية. ظهرت في هذه المجموعة للمرة الأولى خطفات كلاسيكية في الأغنية الهولندية مثل «بالاد هايليغيريلي» و «بالاد إغمونت وهورني». شكلت البالادات السياسية بسخريتها من القادة الإسبان قسمًا من الكتاب الذي أثبت قيمته غير المقدرة بثمن عند المؤرخين. تبقى كل هذه القصائد الغنائية، بجميع الأحوال، وسواء كانت عن النصر أو الشهادة، قاسية جدًا في الصياغة واللغة.

### مارنيكس سيد سان ألديغوند
نرى في فيليب فان مارنيكس، سيد سانت ألديغوند (ولد في عام 1538 – توفي في عام 1598)، شخصية تقدمت في رتب الحرية والإصلاح. وُلد في بروكسل في عام 1538، وبدأ حياته معلمًا لكالفين وبيزا في مدارس جنيف. كان مثل مدافع عن تحطيم الأيقونات الهولندية الذي ظهر لأول مرة في الطباعة في أغسطس من عام 1566. سرعان ما أصبح أحد القيادات المعنوية لحرب استقلال هولندا وصديقًا حميمًا لأمير أوراني. تُعزى كلمات فلهلموس، النشيد الوطني الهولندي، وهو تبرير لأفعال أمير أوراني أُلف نحو عام 1568، إلى مارنيكس. عام 1569، أتمّ مارنيكس كتابة «عَسّالة الكنيسة الكاثوليكية الرومانية». استلهم في هذا الهجاء من فرانسوا رابليه، الذي كان تلميذه. كُتب في النثر أنه يُحدد بداية عصر في لغة وأدب البلدان المنخفضة. مغمورًا بصحافة الإدارة العامة، كتب مارنيكس قليلًا بعد ذلك حتى نشر في عام 1580 «كتاب مزامير داوود»، المترجم حديثًا من العبرية. شغل آخر سنيّ عمره بتحضير نسخة باللغة الهولندية من الكتاب المقدس، مترجمة بصورة مباشرة من الأصلية. عند وفاته، وُجد سفر التكوين منقحًا بالكامل فقط؛ لكن في عام 1619 وضع سينودوس دورت العمل غير المنتهي بين أيادي أربعة من علماء الإلهيات.
أكدت ترجمة مارنيكس هاته على نقطة البداية لترجمة كاملة جديدة للكتاب المقدس إلى الهولندية. انعقد السينودوس لحسم عدد من القضايا السياسية اللاهوتية، لكن قرر أيضًا تعيين لجنة لترجمة الكتاب المقدس. شارك ممثلون من كل المحافظات تقريبًا في المشروع، وقد سعوا إلى استخدام لغة متوسطة بين اللهجات الهولندية الأساسية لتكون مفهومة بالنسبة لكل الهولنديين. بالترجمة الناتجة، التي سميت «ترجمة الدُول»، وُضع حجر أساس مهم للغة الهولندية القياسية كما نراها اليوم.

### كورنيرت
كان ديرك فولكرتشون كورنيرت (ولد عام 1522 – توفي عام 1590)، أول كاتب إنسانويّ بحق في البلدان المنخفضة. كان كورنيرت مواطنًا شمال هولندي نموذجي، بذات القدر من الاهتمام في تقدم التحرر الوطني وتطور الأدب الوطني. يعود أصله إلى أمستردام، لكنه لم يشارك في أعمال غرفة الورد الياقوتي القديمة. مضى إلى هارلم مبكرًا بعض الشيء في حياته، وأصبح طالبًا داخليًا في المدينة. سُجن كورنيرت في عام 1566 لدعمه الإصلاحيين، وفي عام 1572 أصبح سكرتيرًا لدول هولندا. مارس فن التنميش وقضى جل وقت فراغه في السعي إلى تعلم الكلاسيكيات. في عام 1585 ترجم بوثيوس، ثم كرس اهتمامه كاملًا لرائعته الأصلية، «فن الأخلاق»، في عام 1586، وهي أطروحة فلسفية بأسلوب نثري حاولت تكييف اللهجة الهولندية إلى بهاء وبساطة فرنسية ميشيل دي مونتين. وحدت إنسانويته الكتاب المقدس، والفلوطرخس وماركوس أوريليوس في منهج واحد مجمل من الأخلاقيات المعبر عنها بأسلوب بهيّ. توفي كورنيرت في خاودا في يوم 29 أكتوبر من عام 1590؛ وجمعت أعماله للمرة الأولى في عام 1630.
بحلول هذا الوقت، كانت الاضطرابات الدينية والسياسية في البلدان المنخفضة قد أسفرت عن إصدار ملك إسبانيا فيليب الثاني مرسوم التخلي في عام 1581، وهي لحظة مفصلية في حرب الثمانين عام اللاحقة بين عامي 1568 و1648. نتيجةً لذلك، انفصلت المحافظات الجنوبية، التي دعم بعضها المرسوم، عن المحافظات الشمالية التي بقيت تحت حكم هابسبورغ. أخيرًا، نتج عن هذا الأمر دول بلجيكا ولوكسمبورغ (الجنوبية) وهولندا (الشمالية) كما نراها اليوم. رافق قيام دولة المحافظات الشمالية المستقلة نهضة ثقافية. تلقى الشمال دفعة ثقافية وفكرية بينما في الجنوب، استُبدلت بالهولندية الفرنسية واللاتينية إلى حد ما بصفة لغتي الثقافة.

## أدب العصر الذهبي الهولندي
في أمستردام، احتل رجلان مكانًا بارزًا جدًا بفضل ذكائهما وروحهما الحديثة. الأول، هندريك لورينز شبيغل (ولد عام 1549 – توفي عام 1612) الذي كان إنسانويًا، وأقل جدلية من كورنيرت. مساهمته الكبرى في الأدب كانت «حوار حول الأدب الهولندي»، وهي موعظة فيلولوجية تحث الأمة الهولندية على تنقية وإغناء لسانهم من المصادر القديمة. ربما كون شبيغل كاثوليكيًا منعه من ممارسة تأثير عام بذات القدر الذي مارسه بصورة خصوصية بين أصدقائه الأصغر سنًا. يمكن قول نفس الكلام عن الرجل الذي جمع أعمال شبيغل في عام 1614 ونشرها في مجلد إلى جانب شعره الخاص. تجاوز رومر فيشر (ولد عام 1574 – وتوفي عام 1620) شبيغل بخطوة في إنماء الأحرف المهذبة. كان مصبوغًا عميقًا بروح تعلم الكلاسيكيات. دعاه طلابه بمارتياليس الهولندي، لكنه كان في أفضل حالاته أكثر قليلًا من مجرد هاوٍ في الشعر، رغم أنه هاوٍ كانت وظيفته استكشاف وتشجيع العباقرة من الكتّاب المحترفين. يقف رومر على سدة أدب النهضة الحديث، كان يمارس فنون البلاغة الخابية شخصيًا، لكنه كان يدل بمشورته ومحادثته على طبيعية الفترة العظيمة.